# Dan George
Dan George, właśc. Tes-wah-no (ur. 24 lipca 1899 w North Vancouver, zm. 23 września 1981) – kanadyjski aktor filmowy i telewizyjny, pochodzenia indiańskiego. Kawaler Orderu Kanady.

## Życiorys
Zanim rozpoczął karierę aktorską, wykonywał różne zawody. Był między innymi kierowcą autobusu, drwalem, cieślą, pracownikiem drogowym, dokerem oraz wędrownym muzykiem. Pierwszy raz na nabory do filmu zgłosił się w wieku 60 lat w 1960. Jego popularność stała się przyczyną dyskusji o położeniu i roli rdzennych mieszkańców Ameryki Północnej.

## Filmografia
Filmografia za:
Seriale
- 1959-1973: Bonanza jako Czerwona Chmura
- 1967-1971: The High Chaparral jako wódz Morales
- 1969-1976: Marcus Welby, lekarz medycyny jako Charlie
- 1970-1977: McCloud jako naczelnik Stillwater
- 1971-1980: V.I.P.-Schaukel jako on sam
- 1972-1975: Kung Fu jako starożytny wojownik

Film
- 1969: Smith! jako Ol' Antoine
- 1970: Mały Wielki Człowiek jako wódz Czejenów
- 1972: À bon pied, bon oeil
- 1972: The Special London Bridge Special jako wielki wódz
- 1972: Cancel My Reservation jako Old Bear
- 1974: The Bears and I jako wódz Peter A-Tas-Ka-Nay
- 1976: Shadow of the Hawk jako Old Man Hawk
- 1976: Wyjęty spod prawa Josey Wales jako Lone Watie
- 1979: Spirit of the Wind jako Moses
- 1979: Americathon jako Sam Birdwater
- 1980: Sprawa wagi państwowej jako Oscar

## Nagrody i nominacje
Za rolę wodza Czejenów w filmie Mały Wielki Człowiek został uhonorowany nagrodą NYFCC, nagrodą NSFC, a także został nominowany do Oscara i nagrody Złotego Globu.

## Odznaczenie
Został uhonorowany 25 czerwca 1971 Orderem Kanady za zasługi zarówno jako aktor jak i tłumacz.

## Książki
- Dan George, Helmut Hirnschall: My Heart Soars. Toronto: Clarke, Irwin, 1974. ISBN 0-919654-15-0. Brak numerów stron w książce
- Dan George, Helmut Hirnschall: My Heart Soars. Surrey: Hancock House, 1982. ISBN 0-88839-154-4. Brak numerów stron w książce
- Hilda Mortimer, Dan George: You Call Me Chief: Impressions of the Life of Chief Dan George. Toronto: Doubleday Canada, 1981. ISBN 0-385-04806-8. Brak numerów stron w książce
- Dan George, Helmut Hirnschall: The Best of Chief Dan George. Surrey: Hancock House, 2003. ISBN 0-88839-544-2. Brak numerów stron w książce